# Descendants 2
Descendants 2 (prt: Os Descendentes 2; bra: Descendentes 2) é a continuação do primeiro filme Descendants do Disney Channel, protagonizado por Dove Cameron, Sofia Carson, Cameron Boyce, Booboo Stewart e China Anne McClain. Um terceiro filme, Descendants 3, estreou a 2 de agosto de 2019.
Estreou no Brasil a 20 de agosto de 2017 e em Portugal estreou a 7 de outubro de 2017. O filme foi dirigido por Kenny Ortega, que dirigiu o primeiro filme e também os filmes da trilogia High School Musical.

## Sinopse
Mal sente-se pressionada com a sua nova vida de celebridade como a namorada do rei Ben, usando secretamente magia para manter um estilo de vida que ela sente que é uma fachada. Mal acha que não pertence em Auradon e regressa à Ilha, onde a liderança de grupos foi deixada para a sua antiga rival, a capitã pirata Uma (filha de Ursula), e os seus capangas, Harry (filho do Capitão Gancho) e Gil (filho de Gaston), respetivamente. Evie, Jay, e Carlos concordam em ajudar Ben a encontrar Mal, mas ela rejeita-o, acreditando que ficar na Ilha seria o melhor para ele e para Auradon. Uma captura Ben e exige a varinha da Fada Madrinha como moeda de troca pela sua vida. Uma ressente-se de não ter sido escolhida para viver em Auradon; Ben admira-a como líder e convida-a para Auradon, mas ela promete fazer o seu próprio caminho até lá. Usando uma varinha impressa em 3D, Mal e os seus amigos resgatam Ben. Na festa real a bordo, Uma aparece como a nova paixão de Ben e ele anuncia que destruirá a barreira; Mal percebe que Uma lançou um feitiço no Ben. Quando Mal descobre que Ben encomendou um retrato que a retrata como ela era antes de se mudar com magia, ela aceita o ato de amor e beija Ben, quebrando o feitiço. Uma e Mal lutam, transformando-se num polvo e num dragão, respectivamente. Ben tenta negociar com Uma, mas ela rejeita e vai-se embora. Evie pede para trazer mais filhos de vilões da Ilha para Auradon e Ben concorda.
| “ | "Não achavam que este era o fim da historia, pois não?" − Uma | ” |

## Elenco
- Dove Cameron como Mal, filha de Maléfica/Malévola
- Cameron Boyce como Carlos, filho de Cruella de Vil
- Booboo Stewart como Jay, filho de Jafar
- Sofia Carson como Evie, filha da Rainha Má
- Mitchell Hope como Rei Ben, rei de Auradon e filho de Bela e Monstro/Fera
- Brenna D'Amico como Jane, filha da Fada Madrinha
- Melanie Paxson como Fada Madrinha, a diretora da Preparatória de Auradon e mãe de Jane
- Bobby Moynihan como a voz de Dude, o cão de Carlos que ganha o poder da fala.
- Thomas Doherty como Harry Gancho, filho de Capitão Gancho
- Dylan Playfair como Gil, filho de Gaston[4]
- Dianne Doan como Lonnie, filha de Fa Mulan e Li Shang
- Jedidiah Goodacre como Chad Encantado, filho de Cinderela e Príncipe Encantado
- Zachary Gibson como Doug, filho de Dunga/Mudo
- Anna Cathcart como Dizzy Tremaine, filha de Drizella Tremaine e neta de Lady Tremaine[5]
- Dan Payne como Monstro/Fera, marido de Bela e pai de Ben[6]
- Keegan Connor Tracy como Bela, mulher de Monstro/Fera e mãe de Ben[6]
- China Anne McClain como Uma, filha de Ursula

Adicionalmente, Whoopi Goldberg dá voz a Ursula; e Linda Ko dá voz a Lady Tremaine.

### Dobragem portuguesa
O elenco de dobragem é constituído por:
- Raquel Ferreira dá voz a Mal
- André Raimundo dá voz a Carlos
- Carla Mendes dá voz a Evie
- Salvador Nery dá voz a Jay
- Luís Lobão dá voz a Ben
- Diana Nicolau dá voz a Jane
- Ana Vieira dá voz a Fada Madrinha
- Rui Luís Brás dá voz a Dude
- Pedro Leitão dá voz a Harry
- Romeu Vala dá voz a Gil
- Leonor Biscaia dá voz a Lonnie
- Afonso Lagarto dá voz a Chad
- Luís Lucena dá voz a Doug
- José Neves dá voz a Monstro
- Ana Catarina Afonso dá voz a Bela
- Beatriz Bernardo dá voz a Dizzy
- Ana Rita Tristão dá voz a Uma
- TBA dá voz a Ursula
- TBA dá voz a Lady Tremaine

### Dublagem brasileira
| Personagens | Dubladores         |
| ----------- | ------------------ |
| Mal         | Michelle Giudice   |
| Ben         | Daniel Garcia      |
| Carlos      | Lipe Volpato       |
| Evie        | Flora Paulita      |
| Jay         | Ítalo luiz         |
| Uma         | Lia Mello          |
| Harry       | Heitor Assali      |
| Gil         | Diego Lima         |
| Jane        | Priscila Ferreira  |
| Doug        | Bruno Mello        |
| Chad        | Fábio Lucindo      |
| Lonnie      | Andressa Andreatto |
| Dizzy       | Giulia Chantre     |

## Produção
A 15 de outubro de 2015, o Disney Channel anunciou uma continuação de Descendants para 2017. O primeiro trailer foi ao ar no dia 15 de julho de 2016, após o ultimo episódio da 1ª temporada de Descendants: Wicked World. Lauryn McClain (Irmã de China Anne McClain), assumiu a Freddie na segunda temporada de Descendants: Wicked World, porque China Anne McClain estava ocupada com as gravações de Descendants 2, para interpretar a personagem Uma, a filha da Úrsula. Em julho de 2016, foi anunciado que Thomas Doherty assumiu o papel de Harry, o filho do Capitão Gancho. No dia 11 de agosto de 2016, Sarah Jeffery, a Audrey (filha da Princesa Aurora) postou no seu Twitter que não faria parte do elenco. O elenco principal foi mantido, e Brenna D'Amico, e outros, também continuam na sequência.

## Lançamento
Meses antes do filme estrear, foi confirmado que o filme iria ser emitido em seis canais diferentes de televisão em simultâneo nos Estados Unidos: Disney Channel, Disney XD, ABC, Freeform, Lifetime e Lifetime Movies.
No Brasil foi lançado em dois canais: Disney Channel e Disney XD.
Em Portugal, o filme estreou apenas no Disney Channel a 7 de outubro de 2017, tendo o Disney Channel sido o canal mais visto no país enquanto o filme estreava, com uma audiência média de 3.5% e um share de 16.3%. A faixa etária de maior público foi dos 4 aos 14 anos, representando uma audiência média de 14.5% e um share de 44.5%, correspondente a 162 mil espectadores. Também assistiram ao filme jovens com idades entre 15 e 24 anos, com registos de 5.7% de rating e 25.7% de share. No melhor minuto, às 11h07, o canal reunia a atenção de 356.7 mil espectadores. No entanto foi possível ver em exclusivo a versão legendada do filme no serviço Disney On Demand da MEO, entre 22 e 28 de julho de 2017.

## Banda sonora
Descendants 2 (Original TV Movie Soundtrack) é a banda sonora oficial do filme, que foi lançada a 21 de julho de 2017 nas plataformas digitais, como o Deezer e o iTunes e algumas músicas são da série Descendants: Wicked World.
| N.º | Título                                                | Artista(s) | Duração |  |
| 1.  | "Ways To Be Wicked"                                   | Dove Cameron, Cameron Boyce, Booboo Stewart e Sofia Carson                                                                    | 3:44    |  |
| 2.  | "What's My Name"                                      | China Anne McClain, Thomas Doherty e Dylan Playfair                                                                           | 3:10    |  |
| 3.  | "Chillin' Like a Villain"                             | Sofia Carson, Cameron Boyce, Booboo Stewart e Mitchell Hope                                                                   | 3:13    |  |
| 4.  | "Space Between"                                       | Dove Cameron e Sofia Carson                                                                                                   | 3:26    |  |
| 5.  | "It's Goin' Down"                                     | Dove Cameron, Sofia Carson, Cameron Boyce, Booboo Stewart, China Anne McClain, Mitchell Hope, Thomas Doherty e Dylan Playfair | 4:12    |  |
| 6.  | "You and Me"                                          | Dove Cameron, Sofia Carson, Cameron Boyce, Booboo Stewart, Mitchell Hope e Jeff Lewis                                         | 3:32    |  |
| 7.  | "Kiss the Girl"                                       | Dove Cameron, Mitchell Hope, Sofia Carson, Cameron Boyce, Booboo Stewart, China Anne McClain e Thomas Doherty                 | 2:44    |  |
| 8.  | "Poor Unfortunate Souls"                              | China Anne McClain | 2:43    |  |
| 9.  | "Better Together" (de Descendants: Wicked World)      | Dove Cameron e Sofia Carson                                                                                                   | 2:44    |  |
| 10. | "Evil" (de Descendants: Wicked World)                 | Dove Cameron | 2:54    |  |
| 11. | "Rather Be with You" (from Descendants: Wicked World) | Dove Cameron e Sofia Carson                                                                                                   | 2:14    |  |

### Gráfico musical
| Chart (2017)                            | Posição |
| --------------------------------------- | ------- |
| Australian Albums ( ARIA )              | 64      |
| Belgian Albums ( Ultratop Flanders)     | 105     |
| Canadian Albums ( Billboard )           | 25      |
| Franch Albums (SNEP)                    | 135     |
| New Zealand Heatseekers Albums ( RMNZ ) | 6       |
| Spanish Albums ( PROMUSICAE )           | 53      |
| US Billboard 200                        | 6       |
| US Kid Albums ( Billboard )             | 1       |
| US Soundtrack Albums ( Billboard )      | 1       |